# O Velho do Restelo
O Velho do Restelo (Le Vieillard du Restelo, em francês) é um filme franco-português de 2014, dirigido pelo cineasta Manoel de Oliveira. Estreou no Festival de Veneza em 2 de setembro de 2014, tendo estreado em Portugal a 11 de Dezembro do mesmo ano, dia em que o realizador completou 106 anos de idade.

## Sinopse
Camilo Castelo Branco, Luís Vaz de Camões, Dom Quixote de La Mancha e Teixeira de Pascoaes encontram-se em um jardim da foz portuense para discutir os rumos de Portugal, o passado glorioso e o futuro incerto.